# Jim Dooley
(en) Statistiques sur pro-football-reference
James William Dooley, dit Jim Dooley, né le 8 février 1930 à Stoutsville (Missouri) et décédé le 8 janvier 2008, est un joueur et entraîneur de la NFL, la ligue américaine de football américain. Ce receveur évolua pour les Bears de Chicago (1952-1961) puis devint entraîneur de cette même franchise de 1968 à 1971.

## Biographie

### Joueur
Jim Dooley passe sa jeunesse à Miami et rejoint l'Université de Miami pour y suivre des études médicales après un accord avec l'entraîneur des Hurricanes au niveau de sa bourse d'études. Dooley devait à l'origine suivre les cours de l'Université Vanderbilt.
Avec les Hurricanes, Dooley joue en double plateau (en attaque et en défense) et honore des sélections en All-American. Il est le premier joueur des Hurricanes à connaître l'honneur d'avoir son numéro retiré.
Il signe une partie remarquable le 1er janvier 1952 lors du Gator Bowl en interceptant quatre passes adverses. Dans la foulée de cette performance, il est drafté par les Bears de Chicago.
Dooley débute comme défenseur chez les Bears en 1952, puis devient un élément important de l'attaque en 1953 : 53 réceptions pour quatre touchdowns. Au milieu de la saison 1954, il quitte les Bears pour effectuer son service militaire dans l'US Air Force. Il retrouve sa place en NFL le 28 novembre 1956 et aide les Bears à atteindre la finale NFL, où Chicago s'incline 47-7 face aux Giants de New York.
Lors de la saison 1957, Dooley compte 37 réceptions pour un touchdown. Blessé à un genou, il ne joue pas en 1958. De retour sur les terrains en 1959, il enregistre 41 réceptions. Après avoir signé 37 réceptions en 1960, Dooley pense mettre un terme à sa carrière, puis revient sur sa décision, ajoutant six réceptions en 1961.

### Entraîneur
Dooley effectue la préparation de la saison 1962 comme joueur, puis décide de mettre un terme à sa carrière. Il rejoint alors l'équipe des entraîneurs-assistants des Bears de Chicago. Il s'occupe de l'entraînement des receveurs pendant trois saisons puis devient coordonnateur de la défense à la suite du départ de George Allen. Il innove dans les stratégies défensives avant de retrouver l'escouade offensive en février 1968.
George Halas annonce son retrait du poste d'entraîneur le 27 mai 1968. Le lendemain de cette annonce, Dooley est nommé entraîneur des Bears. La saison 1968 est moyenne pour les Bears, puis ces derniers plongent en 1969 en ne signant qu'une seule victoire pour 13 défaites.
Après une saison 1970 moyenne (6 victoires pour 8 défaites), les Bears rempotent cinq de leurs sept premiers matches en 1971. Cette embellie ne dure pas, et la deuxième partie de la saison est chaotique avec une seule victoire pour six défaites. Le 29 décembre 1971, Dolley est remercié.
Dooley devient pour une saison entraîneur assistant des Bills de Buffalo responsable des linebackers. Absent du jeu en 1973, il connaît de graves problèmes financiers personnels et rejoint les Southern California Sun en World Football League en 1974. La WFL arrête rapidement ses activités, et pour combler ses dettes, Dooley travaille pour cinq ans pour l'un de ces créanciers, Sid Luckman.
Il retrouve les Bears de Chicago le 12 octobre 1981 en tant que consultant offensif. Cette nomination est mal perçue par le staff des Bears qui le perçoit comme un espion des propriétaires. Le staff, Dooley inclus, est remercié la saison suivante, mais le nouvel entraîneur des Bears, Mike Ditka, qui a évolué sous le commandement de Dooley quelques années plus tôt, l'engage comme superviseur des futurs adversaires. Il est présent dans le staff des Bears à l'occasion du triomphe au Super Bowl XX le 26 janvier 1986.